# The Emperor's Wife
The Emperor's Wife é um filme de drama e romance de 2003, com Jonathan Rhys Meyers como protagonista.

## Enredo
Numa época e lugar desconhecidos, a Imperatriz tem sete anos para dar ao seu Imperador, um herdeiro para o seu trono. Se ela não tiver êxito durante este tempo, o Imperador é livre de casar com outra mulher. O mordomo dedicado do Imperador ajuda-o a escolher a mulher certa. Uma história em que quatro pessoas lutam pelo poder.

## Elenco
- Jonathan Rhys Meyers ... Mordomo
- Max Beesley ...  Imperador
- Rosana Pastor ...  Imperatriz
- Leticia Dolera ...  Sabah
- Claire Johnston ...  Mãe
- Alex MacQueen ...  Dr. Lambroso (como Alexander Macqueen)
- Johnny de Mol ...  Thembe
- James Auden ...  Professor de música
- Derek Kueter ...  Professor de etiqueta
- Tom Leick ...  Professor de etiqueta
- Chris Bearne ...  Dr. Al Razi
- Leslie Woodhall ...  Prof. Leopold
- Eric Connor ...  Chefe da Guarda
- Barry Madden ...  Guarda sc. 74
- David Rosner ...  Guarda Verde